# Курлівський розстріл

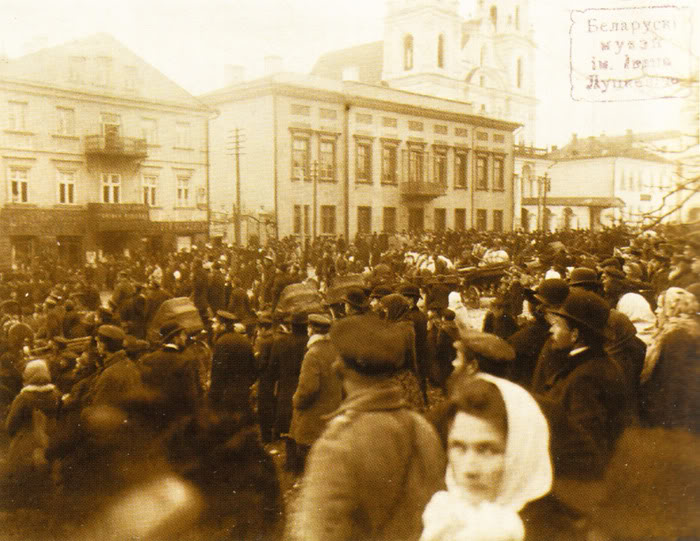
Люди перед будинком губернатора на Соборній площі в Мінську

Курлівський розстріл — розстріл російськими царськими військами та поліцією мітингу в Мінську 18 (31) жовтня 1905.

## Хід подій
18 (31) жовтня 1905 по місту почали поширюватися чутки про Маніфест 17 жовтня, який проголошував у країні деякі демократичні свободи, давав законодавчі повноваження Державній думі, але зберігав у Росії самодержавство. Мешканці виходили на вулиці. Натовпи людей перетворювалися на мітинги та демонстрації, учасники яких із червоними прапорами та революційними піснями прямували до Віленського вокзалу Лібаво-Ром'янської залізниці (тепер вокзал Мінськ-Пасажирський).
Об 11 годині розпочався мітинг. На вимогу його учасників губернатор Павло Григорович Курлов мав звільнити політв'язнів. До 16:00 на площі перед вокзалом зібралося близько 20 000 осіб. На піднесенні, де виступали промовці як символ свободи стояла жінка з червоним прапором. Щоб розігнати мітинг, жандармський полковник Вільдеман-Клопман за згодою Курлова наказав відкрити стрілянину по його учасниках. Жертвами стали близько 100 людей, близько 300 людей поранено. У відповідь на це Мінська організація РСДРП звернулася до влади міста із закликом, у якому вимагала: негайно усунути з посади та віддати під суд губернатора Курлова та інших осіб, винних у розстрілі, розпустити поліцію, видалити з міста козаків, забезпечити сім'ї жертв за рахунок держави та адміністрації міста, збройним силам не втручатися у збори громадян. Мінська коаліційна рада на знак протесту створила загальний страйк, який тривав до 24 жовтня (6 листопада) 1905.
Обурення жорстокою розправою над учасниками мітингу в Мінську було настільки велике, що влада мусила відкликати Курлова до Петербурга і розпочати офіційне розслідування. Курлов не визнав своєї провини в подіях 18 (31) жовтня 1905 і переклав її на військове командування. Військове командування, навпаки, звинуватило Курлова в неадекватних діях, зокрема порушенні правил про залучення військ для сприяння громадянській владі, у бездіяльності влади й до наказу стріляти в натовп, коли з її боку збройної загрози не було. Проте за підсумками розслідування Урядовим Сенатом злочинців до відповідальності не притягли.

## Пам'ять
- У 1928–1941 на площі перед залізничним вокзалом у Мінську стояв пам'ятник жертвам Курлівського розстрілу 1905, виконаний із чорного мармуру. Після Німецько-радянської війни не відновлено.
- На станції метро «Площа В. І. Леніна» встановлено бронзовий меморіальний знак «Курлівський розстріл», скульптор Анатолій Олександрович Анікейчик, архітектори Л. Градов, Леонід Менделевич Левін.
- У 1924 білоруський художник Гавриїл Вієр, який був свідком трагедії, написав картину «Курлівський розстріл».
- У 1925 Міхась Пилипович написав полотно «Розстріл у Мінську».
- Зберігся також ескіз 1939 картини Ісаака Ароновича Давидовича «Курловський розстріл», проте доля завершеного твору невідома[3].